# Poás (kanton)
Poás is een stad (ciudad) en gemeente (cantón) in de provincie Alajuela. Het gebied beslaat een oppervlakte 74 km² en het heeft een bevolkingsaantal van 32.000 inwoners. De gemeente ligt onder de richels en dalen op de zuidelijke helling van de vulkaan Poás.
De gemeente werd gevormd op 15 oktober 1901 en is onderverdeeld in vijf deelgemeenten (distrito): San Pedro (de hoofdstad), Carrillos, Sabana Redonda, San Juan en San Rafael.